# Benjamin Herder

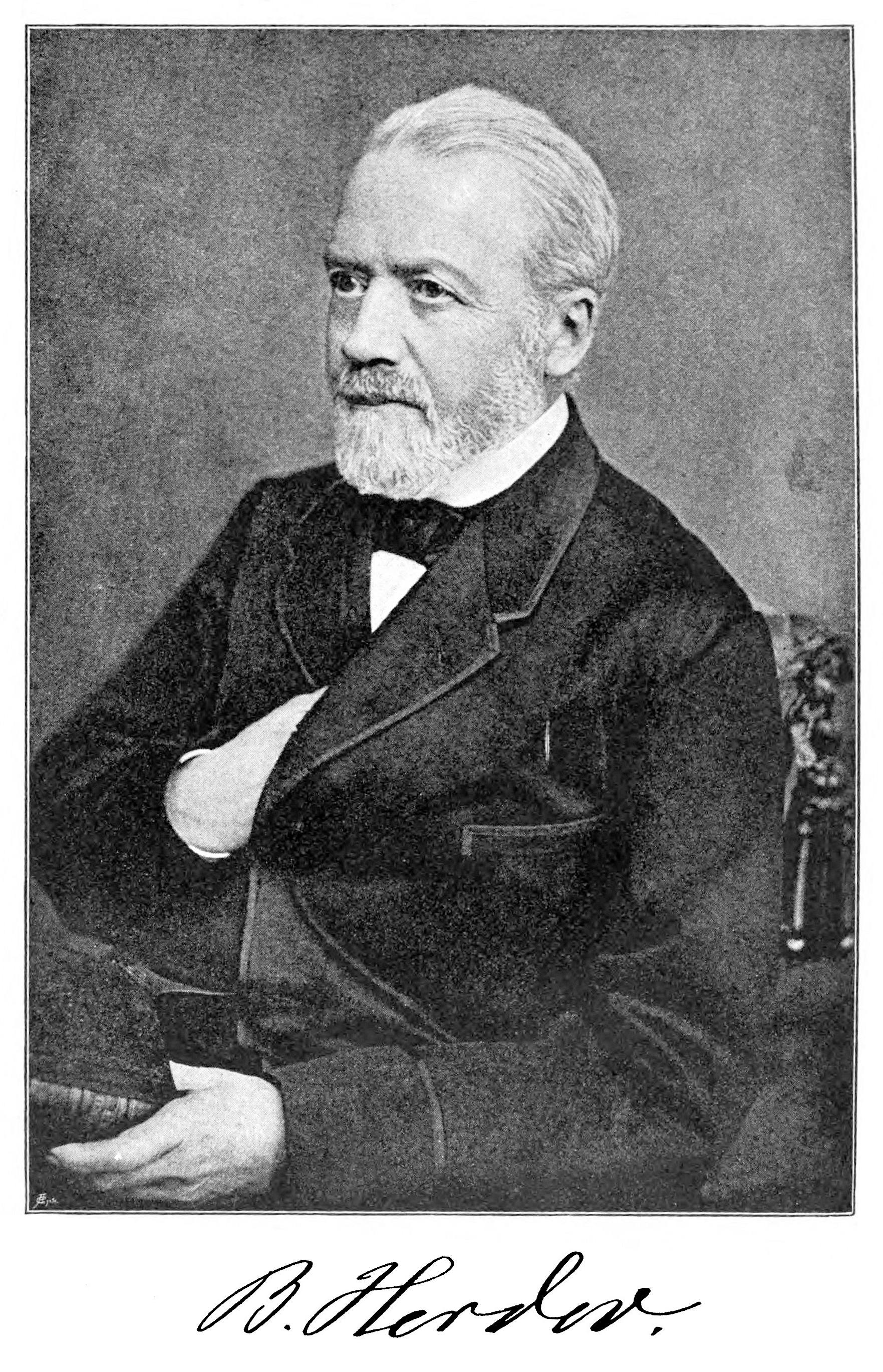
Benjamin Herder

Benjamin Ignaz Herder  (* 31. Juli 1818 in Freiburg im Breisgau; † 10. November 1888 ebenda) war ein deutscher Verleger und der Sohn von Bartholomä Herder, dem Begründer des Herder-Verlags.

## Leben
Nach dem Gymnasium erlernte er den Buchhandel bei Gauthier de Laguionie in Paris und studierte anschließend in an der Universität Freiburg. Nach dem Todes des Vaters 1839 übernahm er zusammen mit seinem Bruder Karl Raphael Herder (1816–1865) die Verlagsleitung. Der Bruder war für den kaufmännischen teil, er für den inhaltlichen Bereich zuständig. 1856 zog sich sein Bruder zurück um das Bad Krankenheil bei Tölz zu übernehmen, wodurch ihm die alleinige Leitung zufiel. Anfänglich verlegte er Texte aus allen wissenschaftlichen Bereichen, änderte dann Ausrichtung des Verlagsprogramms auf Theologie, Pädagogik, politische Geschichte, Kunst- und Literaturgeschichte, allesamt mit einer katholisch-konservativen Grundhaltung und bewahrte diese auch durch den Kulturkampf. Als Folge der Umorientierung gab er den Bereich Kartenerstellung und den Kunstverlag auf, auch Rottecks Weltgeschichte wurde nach der 14. Auflage veräußert.
Zu den bekannten Werken aus seiner Zeit gehören das erste „Kirchenlexikon“ von Heinrich Joseph Wetzer und Benedikt Welte (1841–1846), die „Geschichte der Päpste seit dem Ausgang des Mittelalters bis 1799“ von Ludwig von Pastor und ab 1853 das  Conversationslexikon in 5 Bänden aus dem später der  Große Herder wird. Für das Kirchenlexikon schaffte er es erstmals, die führenden katholischen Gelehrten zusammenzubringen; dazu gehörten unter anderen Franz Anton Staudenmaier, Johann Baptist von Hirscher, Karl Joseph von Hefele, Josef Hergenröther, Franz Hettinger, Mathias Joseph Scheeben, John Janssen und Heinrich Denifle.
Auch Zeitschriften verlegte er, diese existieren teilweise noch heute so z. B. Stimmen der Zeit seit 1865 und die Römische Quartalschrift für Christliche Altertumskunde und Kirchengeschichte.
Er erweiterte das Unternehmen durch eine Reihe von Niederlassungen in Straßburg (1867–1918), München (1873) und  St. Louis (USA 1873). Im Jahre 1886 eröffnete er auch in Wien eine eigene Filiale mit dem Namen „B. Herders Verlag - Buch- und Kunsthandlung“.
Nach seinem Tode 1888 übernahm sein Sohn Hermann Herder (sen.) das Verlagsgeschäft.